# سوني ليستير
سوني ليستير (بالإنجليزية: Sonny Lester)‏ هو منتج أسطوانات وملحن أمريكي، ولد في 15 نوفمبر 1924 في نيويورك في الولايات المتحدة.

## وصلات خارجية
- سوني ليستير على موقع ميوزك برينز (الإنجليزية)
- سوني ليستير على موقع قاعدة بيانات برودواي على الإنترنت (الإنجليزية)
- سوني ليستير على موقع أول ميوزيك (الإنجليزية)
- سوني ليستير على موقع ديسكوغز (الإنجليزية)